# Torre de Sant Joan (Osor)
La Torre de Sant Joan  és una obra d'Osor (Selva) declarada bé cultural d'interès nacional. Fou una fortalesa situada a l'extrem d'un contrafort a l'esquerra de la riera d'Osor, a uns 2 km d'aquesta població. El seu emplaçament damunt un pas estret tenia com a missió el control i la defensa de la vila, pel cantó de llevant. En resta una notable torre i elements dels murs que la protegien.

## Història
El fet que la torre de Sant Joan estigués emplaçada damunt d'un pas estret, fa pensar que la torre tenia com a missió el control i la defensa de l'únic accés a la vila, pel cantó de llevant. Pel fet que estigués situada en un lloc estratègic, al mig de la vall, sembla que hauria d'actuar com una torre de guaita.
Hi ha poques dades històriques. Podria ser la «torre dels Recs», documentada des del 1310?. No es pot assegurar. Pel fet que és emplaçada en un lloc estratègic, damunt d'un pas estret al mig de la vall, sembla que hauria d'actuar com una torre de guaita.

## Arquitectura
Es tracta d'un edifici quadrat amb una longitud exterior de 6,28 per 6,28 m, amb un gruix dels murs d'1,10 m i una alçada màxima actual aproximada d'uns 8 o 9 m. Devia tenir tres plantes, de les quals la que es conserva millor és la planta baixa. Pel que fa al primer i segon pis els vestigis són més escassos, ja que tan sols resten part dels murs del cantó de llevant i de ponent. A la planta baixa hi ha la porta d'entrada amb una amplada interior de 125 cm, que devia acabar amb un arc, del qual manquen les dovelles; a l'interior hi havia un arc escarser. Cada una de les façanes té entre dues i tres espitlleres d'una sola esqueixada, acabades a l'exterior en dues pedres planes verticals i dues d'horitzontals. La coberta d'aquest nivell, situat a peu pla, és amb volta de pedres molt descarnades disposades a plec de llibre i amb poca calç. Al primer pis hi ha el mateix tipus d'espitlleres.
A la façana principal hi ha una finestra amb llinda plana. Del segons pis, amb el mateix tipus d'espitlleres que a les altres plantes, queda tan sols l'arrencada del sostre fet a plec de llibre i amb més morter. Excepte a la part superior, l'aparell al mig del mur és de reble, amb pedres fragmentades sense desbastar i treballar, sense seguir cap tipus d'ordre racional com ara les filades. A les cantonades hi ha peces rectangulars més grans (20 X 50 cm) disposades al llarg i de través. La part més alta de la torre és feta amb pedres més petites i materials de color diferent. Tenint en compte l'àmbit rural que ens trobem, i pel tipus d'edifici que es tracta, la Torre de Sant Joan podria ser considerada com una construcció del romànic tardà, d'entre els segles xii i xiii. Molt a prop de la torre, seguint la carena, hi ha restes d'altres murs. Això fa pensar que no es tracta d'un element aïllat sinó que devia formar part d'unes estructures més complexes.